# 101. kilometr
101. kilometr (rusky 101-й километр) bylo neoficiální označení omezení pohybu skupin občanů v Sovětském svazu.
Poprvé byl termín použit po olympiádě v Moskvě, kdy byly všechny pro režim „nežádoucí osoby“ (prostitutky, alkoholici apod.) násilně přemístěny za východní hranici moskevské oblasti, která je vzdálena 101 km.
Osoby, na které se vztahovalo toto omezení, se nesměly usadit v okruhu sta kilometrů od Moskvy, Leningradu, hlavních měst svazových republik, jiných velkých měst a tzv. zakázaných měst. Šlo zejména o osoby bez zaměstnání, disidenty a recidivisty. V době politických represí se tato omezení vztahovala i na rodinné příslušníky odsouzených osob. V Rusku byla tato omezení zrušena s konečnou platností v roce 1995.